# Tat'jana Čebykina
Tat'jana Čebykina (in russo Татьяна Чебыкина?; Ekaterinburg, 22 novembre 1968) è un'ex velocista russa, fino al 1991 sovietica, specializzata nei 400 metri piani.
In carriera è stata campionessa mondiale, sia outdoor che indoor, della staffetta 4×400 metri.

## Palmarès
| Anno                                     | Manifestazione    | Sede       | Evento      | Risultato        | Prestazione | Note                                    |
| ---------------------------------------- | ----------------- | ---------- | ----------- | ---------------- | ----------- | --------------------------------------- |
| In rappresentanza dell' Unione Sovietica |                   |            |             |                  |             |                                         |
| 1986                                     | Mondiali juniores | Atene      | 200 m piani | Finale           | dns         |                                         |
| 1986                                     | Mondiali juniores | Atene      | 4×100 m     | 5ª               | 44"58       |                                         |
| 1986                                     | Mondiali juniores | Atene      | 4×400 m     | Bronzo           | 3'32"35     |                                         |
| In rappresentanza della Russia           |                   |            |             |                  |             |                                         |
| 1995                                     | Mondiali indoor   | Barcellona | 400 m piani | Semifinale       | 53"13       |                                         |
| 1995                                     | Mondiali indoor   | Barcellona | 4×400 m     | Oro              | 3'29"29     | Record nazionale                        |
| 1995                                     | Mondiali          | Göteborg   | 400 m piani | Semifinale       | 51"67       |                                         |
| 1995                                     | Mondiali          | Göteborg   | 4×400 m     | Argento          | 3'23"98     |                                         |
| 1995                                     | Universiade       | Fukuoka    | 400 m piani | Argento          | 51"01       |                                         |
| 1995                                     | Universiade       | Fukuoka    | 4×400 m     | Oro              | 3'23"32     |                                         |
| 1996                                     | Europei indoor    | Stoccolma  | 400 m piani | Bronzo           | 51"71       |                                         |
| 1996                                     | Giochi olimpici   | Atlanta    | 4×400 m     | 5ª               | 3'22"22     |                                         |
| 1997                                     | Mondiali indoor   | Parigi     | 4×400 m     | Oro              | 3'26"84     | Record mondiale                         |
| 1997                                     | Mondiali          | Atene      | 400 m piani | Quarti di finale | 51"57       |                                         |
| 1999                                     | Mondiali indoor   | Maebashi   | 4×400 m     | Oro              | 3'24"25     | Record mondiale                         |
| 1999                                     | Mondiali          | Siviglia   | 4×400 m     | Oro              | 3'21"98     | Miglior prestazione mondiale stagionale |

## Altre competizioni internazionali
1995
- Coppa Europa di atletica leggera ( Villeneuve d'Ascq)

1998
- Coppa Europa di atletica leggera ( San Pietroburgo)

1999
- Coppa Europa di atletica leggera ( Parigi)